# Maru (貓)
Maru（日语：まる，意為圈或圓，2007年5月24日－，雄性），是日本的达人猫，在影片分享網站YouTube上聞名於全世界，現今有在擔任CM演員以及雜誌的封面人物。 其影片在YouTube上的累計觀看次數已超過2億次，平均每條影片均錄得80萬次的觀看次數，不時於國際性的印刷及電視媒體都有報導，跟美國的鍵盤貓和Nora齊名。
其主人將Maru平時鑽入狹小的紙箱內歇息或玩耍的動作錄影後上傳至YouTube網站，其滑稽的動作往往都能讓觀眾發笑，因此聞名海外。

## 延伸閱讀
- mugumogu. . Japan: William Morrow. 2011. ISBN 978-0062088413.